# Sphaerodactylus argivus
Sphaerodactylus argivus — вид геконоподібних ящірок родини Sphaerodactylidae. Ендемік Кайманових Островів.

## Підвиди
Виділяють три підвиди:
- Sphaerodactylus argivus argivus Garman, 1888 — острів Кайман-Брак;
- Sphaerodactylus argivus bartschi Cochran, 1934 — острів Малий Кайман;
- Sphaerodactylus argivus lewisi Grant, 1941 — острів Великий Кайман.

## Поширення і екологія
Sphaerodactylus argivus живуть в сухих і вологих тропічних лісах, в заростях Coccoloba і Terminalia, серед опалого листя і хмизу, під камінням, в покинутих будівлях. Відкладають яйця.